# カンツォーネ
カンツォーネ (伊: Canzone) は、イタリア語では単に「歌」を指す単語である。小規模のカンツォーネのことをカンツォネッタ (Canzonetta) と呼ぶ。ただし日本で「カンツォーネ」といった場合、以下のものを指すことが多い。
1. 主にクラシック音楽の歌手によって歌われる、1880年代末から1920年代に書かれ普及した[1][2]イタリアの大衆歌曲[3]、特にナポリのもの（カンツォーネ・ナポレターナ、Canzone napoletana）。「オー・ソレ・ミオ」「フニクリ・フニクラ」などが知られる。
2. 1960年代～1970年代に日本で流行したイタリアのポップスのこと。有名曲には、ボビー・ソロの『ほほにかかる涙』などがある。作曲家には、ジョバンニ・フスコ[4]、エンニオ・モリコーネ[5]らがいる。
3. このほか、1.の「カンツォーネ・ナポレターナ」の隆盛よりも以前の18世紀から19世紀に流行したヴェネツィア歌謡としてのカンツォーネ（カンツォーネ・ヴェネツィアーナ、Canzone veneziana）には「ゴンドラのブロンド（La biondina in gondoleta）」「愛しのわが子」などがある。

## 主な楽曲
- フニクリ・フニクラ
- オー・ソレ・ミオ
- サンタ・ルチア
- 帰れソレントへ
- わすれな草 (it:Non ti scordar di me (brano musicale))
- サラセン人[6]
- アメリカかぶれ[6]

## イタリアン・ポップスの曲
- あまい囁き　-　ミーナとアルベルト・ルーポ
- 雨 - ジリオラ・チンクェッティ
- ヴォラーレ　-　ドメニコ・モドゥーニョ
- ケ・サラ - リッキ・エ・ポーヴェリ
- サンライト・ツイスト - ジャンニ・モランディ
- 砂に消えた涙 - ミーナ
- 月影のナポリ - ミーナ
- 花のささやき - ウィルマ・ゴイク
- ほほにかかる涙 - ボビー・ソロ
- 夢みる想い - ジリオラ・チンクェッティ

## 主な日本人歌手
- 布施明
- 高田恭子